# Liqui Moly Open Karlsruhe 2019 - Doppio
È stata la prima edizione del torneo.
In finale Lara Arruabarrena e Renata Voráčová hanno sconfitto Han Xinyun e Yuan Yue col punteggio di 6(2)–7, 6-4, [10-4].

## Teste di serie
1. Lara Arruabarrena /  Renata Voráčová (campionesse)
2. Natela Dzalamidze /  Yana Sizikova (quarti di finale)

1. Greet Minnen /  Alison Van Uytvanck (semifinale)
2. Jaqueline Cristian /  Elena-Gabriela Ruse (semifinale)

## Wildcard
1. Sabine Lisicki /  Bibiane Schoofs (quarti di finale)

## Tabellone

### Legenda
| - Q = Qualificato - WC = Wild card - LL = Lucky loser | - ALT = Alternate - SE = Special Exempt - PR = Protected Ranking | - w/o = Walkover - r = Ritirato - d = Squalificato |

|  | Quarti di finale | Quarti di finale          | Quarti di finale          | Quarti di finale | Quarti di finale |  |  | Semifinali                | Semifinali                | Semifinali              | Semifinali   | Semifinali |   |     | Finale                    | Finale                    | Finale | Finale | Finale |  |
|  |                  |                           |                           |                  |                  |  |  |                           |                           |                         |              |            |   |     |                           |                           |        |        |        |  |
|  | 1                | L Arruabarrena R Voráčová | L Arruabarrena R Voráčová | 6                | 6                |  |  |                           |                           |                         |              |            |   |     |                           |                           |        |        |        |  |
|  |                  | T Mrdeža E Wacanno        | T Mrdeža E Wacanno        | 1                | 4                |  |  | L Arruabarrena R Voráčová | L Arruabarrena R Voráčová | 6                       | 3            | [10]       |   |     |                           |                           |        |        |        |  |
|  | 4                | J Cristian E-G Ruse       | 6                         | 64               | [10]             |  |  | J Cristian E-G Ruse       | J Cristian E-G Ruse       | 4                       | 6            | [8]        |   |     |                           |                           |        |        |        |  |
|  | WC               | S Lisicki B Schoofs       | 3                         | 7                | [5]              |  |  |                           |                           |                         |              |            |   |     | L Arruabarrena R Voráčová | L Arruabarrena R Voráčová | 62     | 6      | [10]   |  |
|  |                  | N Geuer D Jakupovič       | N Geuer D Jakupovič       | 1                | 3                |  |  |                           |                           | X Han Y Yuan            | X Han Y Yuan | 7          | 4 | [4] |                           |                           |        |        |        |  |
|  | 3                | G Minnen A Van Uytvanck   | G Minnen A Van Uytvanck   | 6                | 6                |  |  | G Minnen A Van Uytvanck   | G Minnen A Van Uytvanck   | G Minnen A Van Uytvanck | 3            | 2          |   |     |                           |                           |        |        |        |  |
|  |                  | X Han Y Yuan              | 4                         | 6                | [10]             |  |  | X Han Y Yuan              | X Han Y Yuan              | X Han Y Yuan            | 6            | 6          |   |     |                           |                           |        |        |        |  |
|  | 2                | N Dzalamidze Y Sizikova   | 6                         | 1                | [4]              |  |  |                           |                           |                         |              |            |   |     |                           |                           |        |        |        |  |